# Karl Kowanz
Karl Kowanz est un footballeur puis entraîneur autrichien de football, né le 15 avril 1926 et mort le 30 novembre 1997.

## Biographie

### En club
Il remporte deux titres de champion d'Autriche avec l'Austria Vienne.
Il dispute un total de 295 matchs en première division autrichienne, inscrivant 17 buts dans ce championnat.

### En équipe nationale
Il est international autrichien à dix-sept reprises entre 1948 et 1953. 
Il reçoit sa première sélection en équipe nationale le 18 avril 1948 contre la Suisse, et sa dernière le 23 mars 1953 contre la république d'Irlande. Il porte une fois le brassard de capitaine en 1948.
Il participe aux Jeux olympiques de 1948, en étant expulsé à la 65e minute contre la Suède. L'Autriche est éliminée au premier tour de la compétition.

## Palmarès
- Champion d'Autriche en 1950 et 1953 avec l'Austria Vienne
- Vainqueur de la Coupe d'Autriche en 1959 avec le WAC